# Ghost Story Games
Ghost Story Games, LLC é um desenvolvedor de videogame americano com sede em Westwood, Massachusetts, e liderado por Ken Levine. O estúdio é o rebranding da Irrational Games conforme anunciado em fevereiro de 2017 e, embora ainda seja a mesma subsidiária de negócios da Take-Two Interactive, o rebranding foi considerado um novo começo pelos fundadores à medida que eles se movem para títulos mais emergentes baseados em narrativas em comparação com o estúdio. títulos maiores que eles fizeram sob Irrational.

## Historia
A Irrational Games teve uma história de vários títulos de sucesso, incluindo BioShock e BioShock Infinite, ambos dirigidos por Levine.  Levine expressou quanto estresse foi completar um título grande na conclusão do trabalho de BioShock Infinite, e decidiu que reduziria drasticamente o estúdio "para reorientar minha energia em uma equipe menor com uma estrutura mais plana e um relacionamento mais direto com os jogadores. De muitas maneiras, será um retorno a como começamos: uma pequena equipe fazendo jogos  para o principal público de jogos." Embora Levine tenha considerado fundar uma nova startup para esse empreendimento, a Take-Two convenceu Levine de que eles ainda seriam o melhor lugar para seu estúdio.. Em 18 de fevereiro de 2014, o estúdio foi reestruturado: Levine manteve cerca de 15 outros, com Take-Two Interactive, 2K Games, e o estúdio ajudando a encontrar vagas para os outros 75 funcionários. Nesse ponto, a Irrational foi efetivamente fechada, embora nos anos seguintes continuasse a fornecer novas vagas de emprego..
Em outubro de 2016, vários jornalistas de videogame observaram que a Take-Two havia registrado uma marca registrada para o nome "Ghost Story", relacionado a videogames, mas não está claro para que servia.. Em 22 de fevereiro de 2017, o estúdio anunciou que havia se renomeado como Ghost Story Games, embora eles estivessem tratando isso como um novo começo como um estúdio recém-fundado. Foi fundada por 12 dos ex-membros da Irrational com Levine ainda como presidente e diretor criativo. O foco do estúdio é "criar jogos imersivos e baseados em histórias para pessoas que amam jogos que exigem algo deles. o nome foi escolhido como ghost stories "são imersivos, emocionantes e imersos na comunidade", semelhantes às suas filosofias de design. A partir deste ponto, o estúdio tinha cerca de 25 funcionários.
Embora os detalhes de seu primeiro jogo ainda não tenham sido divulgados, Levine falou sobre os elementos que eles estão tentando desenvolver para ele. Na Conferência de desenvolvedores de jogos de 2014, Após a reestruturação, Levine apresentou sua ideia de "narrativa "Legos" que queria explorar com este estúdio.  Levine afirmou que, neste conceito, eles podem destilar elementos narrativos para os principais aspectos que o jogador pode aprender, agir e afetar uma história narrativa não linear e, em seguida, combiná-los de forma a criar um jogo altamente rejogável dirigido pelo jogador. Em janeiro de 2015, Levine disse que seu primeiro jogo com o conceito narrativo de Legos será um jogo de "ficção científica em primeira pessoa".. Durante uma apresentação na conferência EGX Rezzed de março de 2017, Levine disse que este jogo usa um sistema inspirado no Sistema Nemesis dentro de Middle-earth: Shadow of Mordor, que ele descobriu fornecer uma maneira de incluir um  metanarrativa maior em um jogo sem ter que personalizar muita história ou diálogo para isso. Além disso, ele disse que eles incluíram a ideia de "reconhecimento radical", em que o mundo do jogo responde de alguma forma às ações que o jogador realiza de maneira mais programática, em contraste com a abordagem narrativa usada pela Telltale Games que  simplesmente apresenta decisões de ramificação. Levine também antecipou que o jogo não será tão "suave" para os jogadores em contraste com os jogos BioShock, pois ele não prevê que eles explicarão como a mecânica do jogo funciona diretamente para o jogador, mas exige que o jogador descubra à medida que avança.
No início de 2022, Bloomberg News relatou que o trabalho no primeiro jogo do estúdio havia caído no inferno do desenvolvimento, estando em andamento há pelo menos sete anos. Funcionários do estúdio, falando à Bloomberg, afirmaram que o desenvolvimento foi prejudicado por várias reinicializações do jogo e mudanças de direção feitas por Levine, bem como o estilo de gerenciamento de Levine, que levou ao esgotamento dos funcionários.
O primeiro jogo do estúdio, Judas, foi anunciado no The Game Awards 2022. Está planejado para lançamento em PlayStation 5, Xbox Series X/S e Microsoft Windows durante o ano fiscal de 2025 da Take Two, que termina em 31 de março de 2025.